# Sarah Wayne Callies
Sarah Wayne Callies (Sarah Anne Callies), (La Grange, Illinois, 1977. június 1. –) amerikai színésznő. 
A leghíresebb alakítása Dr. Sara Tancredi A szökés című televíziós sorozatban.

## Életpályája
Egyéves korában szüleivel Honolulura (Hawaii) költözött. Már fiatal korában is érdekelte a színészkedés, több iskolai darabban is szerepelt.
Míg szülei egyetemi professzorok voltak a Hawaii Egyetemen, Callies nem akart a nyomdokaikba lépni. Inkább színészi karrierjét építette. Az érettségi után felvételt nyert a Dartmouth College-ba, Hanoverben (New Hampshire). Amit az iskolában megtanult, a színházban kamatoztatta. Tanulmányait a Denver-i Nemzeti Színház konzervatóriumában folytatta, ahol elnyerte a Master of Fine Arts fokozatot.
2002. június 21-én feleségül ment Josh Winterhalthoz, akit a Darmouth College-ban ismert meg. Winterhalt harcművészet tanár. 2007. január 23-án Callies publicistája bejelentette, hogy a színésznő első gyermekét várja. 2007 júliusában megszületett lánya, Keala Winterhalt.

## Pályája
Callies első szerepe a televízióban Kate O'Malley volt, ami egy visszatérő karakter volt a Queens Supreme-ben. Első fontosabb szerepe Jane Porter detektív volt a Tarzan című rövid életű Warner Bros. tv-sorozatban.
Ezután epizódszerepet kapott a Gyilkos számokban és a Law & Orderben, de az igazi áttörést A szökésben alakított Dr. Sara Tancredi szerepe hozta meg neki. Callies két filmben játszott, a Suttogásban és a The Celestine Prophecy-ben.

### Filmszerepei
- The Celestine Prophecy (2006) - Marjorie
- Suttogás (2007) - Roxanne

### Tévészerepei
- Queens Supreme (2003) - Kate O'Malley
- Law & Order: Special Victims Unit (2003) - Jenny Rochester
- Dragnet (2003) - Kathryn Randall
- Tarzan (2003) - Jane Porter
- The Secret Service (2004) - Laura Kelly
- Gyilkos számok (2005) - Kim Hall
- A szökés (2005–2007, 2008, 2009) - Dr. Sara Tancredi
- The Walking Dead (2010–2013) - Lori Grimes
- Colony - Kolónia (2016) - Katie Bowman[2]
- A szökés - minisorozat (2017) - Dr. Sara Scofield[3]
- The Long Road Home - Hosszú út hazáig - minisorozat (2017) - Leann Volesky[4]